# Triaenodes bifidus
Triaenodes bifidus är en nattsländeart som beskrevs av Jacquemart 1966. Triaenodes bifidus ingår i släktet Triaenodes och familjen långhornssländor. Inga underarter finns listade i Catalogue of Life.